# 1969 en informatique
1968 en informatique - 1969 - 1970 en informatique
Cet article traite de l'année 1969 dans le domaine de l'informatique.

## Événements
- Création de la Compagnie Générale d'Informatique.
- Création de Advanced Micro Devices.
- Création de la société CompuServe.
- La CII commercialise l'Iris 80.
- Niklaus Wirth crée le langage Pascal.
- Kenneth Thompson et Denis Ritchie terminent la mise au point du premier UNIX.
- Invention de l'imprimante laser par Xerox.

## Normes et standards
- Création de la norme RS-232[1]